# FIB:s världsbibliotek
FIB:s världsbibliotek gavs ut av Folket i Bilds Förlag. Det var böcker av norska, danska, amerikanska, engelska, franska, tyska, ryska, italienska, indiska och sydamerikanska författare.
| Författare                                        | Titel                                                                            | Originaltitel                          | Utgivningsår | Serie                 | Nr  |
| ------------------------------------------------- | -------------------------------------------------------------------------------- | -------------------------------------- | ------------ | --------------------- | --- |
| Nikolaj Gogol                                     | Taras Bulba; Den förfärliga hämnden                                              |                                        | 1946         | Ryska serien          | 1   |
| Maksim Gorkij                                     | Provokatören jämte fyra andra berättelser                                        | Karamora                               | 1946         | Ryska serien          | 2   |
| N.A. Ostrovskij                                   | Hur stålet härdades                                                              | Kak zakaljalas stal                    | 1947         | Ryska serien          | 3-4 |
| V.V. Ivanov                                       | Vi tog Berlin                                                                    |                                        | 1948         | Ryska serien          | 5   |
| Willa Cather                                      | O, pionjärer!                                                                    | O, pioneers!                           | 1948         |                       | 1   |
| Sinclair Lewis                                    | Storgatan: Carol Kennicotts historia                                             | Main Street                            | 1948         |                       | 2   |
| Harry Brown                                       | En vandring i solen: En novellantologi (Erskine Caldwell, James T. Farrell m fl) |                                        | 1948         |                       | 3   |
| Marguerite Adoux                                  | Marie-Claire                                                                     | L'atelier de Marie-Claire              | 1949         |                       |     |
| Honoré de Balzac                                  | Testamentet                                                                      | Ursule Mirouet                         | 1949         |                       |     |
| Émile Zola                                        | Hallarna                                                                         | Le ventre de Paris                     | 1949         |                       |     |
| Hervé Bazin                                       | Huvudet mot murarna                                                              | La tête contre les murs                | 1950         |                       |     |
| Eugène Dabit                                      | Hôtel du Nord : Petit-Louis                                                      | Hôtel du Nord : Petit-Louis            | 1950         |                       |     |
| Gerald Kersh                                      | Natten och staden: en Londonroman                                                | The night and the city                 | 1950         |                       |     |
| D.H. Lawrence                                     | Lady Chatterleys älskare                                                         | Lady Chatterley's lover                | 1950         |                       |     |
| H.E. Bates                                        | Gården och kvinnorna                                                             | A house of women                       | 1951         |                       |     |
| Leonhard Frank                                    | Pojkligan. En roman från efterkrigstidens Tyskland                               | Die Jünger Jesu                        | 1951         |                       |     |
| Lion Feuchtwanger                                 | Fjärrskådaren                                                                    | Die Brüder Lautensack                  | 1951         |                       |     |
| Walter Bauer                                      | Sabine                                                                           | Besser zu zweit als allein             | 1952         |                       |     |
| Ernst Glaeser                                     | Jag var ung 1914                                                                 | Jahrgang 1902                          | 1952         |                       |     |
| Edgar Maass                                       | Verdun                                                                           | Verdun                                 | 1952         |                       |     |
| Mulk Raj Anand                                    | Kuli                                                                             | Kuli                                   | 1953         | Indiska serien        |     |
| Bhabani Bhattacharya                              | Hunger och längtan                                                               | So many hungers                        | 1953         | Indiska serien        |     |
| R. K. Narayan                                     | Läraren och hans hustru                                                          | The English teacher                    | 1953         | Indiska serien        |     |
| Raja Rao                                          | Kanthapura: indisk by                                                            | Kanthapura                             | 1953         | Indiska serien        |     |
| Humayun Kabir och Manik Bannerjee:Folk vid floden | Människor och floder resp. Roddare på Padma                                      | Men and rivers; Boatman of the Padma   | 1953         | Indiska serien        |     |
| Vitaliano Brancati                                | Den vackre Antonio                                                               | Il bell' Antonio                       | 1954         | Italienska serien     | 1   |
| Ignazio Silone                                    | Fontamara                                                                        | Fontamara                              | 1954         | Italienska serien     | 2   |
| Vasco Pratolini                                   | Ungdomsår i Santa Croce                                                          | Il quartiere                           | 1954         | Italienska serien     | 3   |
| Giose Rimanelli                                   | Duvjakt                                                                          | Tiro al picclone                       | 1954         | Italienska serien     | 4   |
| Dante Arfelli                                     | De överflödiga                                                                   | I superflui                            | 1954         | Italienska serien     | 5   |
| Jorge Amado                                       | Kärlek och död vid havet                                                         | Mar morto                              | 1955         | Sydamerikanska serien |     |
| Miguel Angel Asturias                             | Presidenten                                                                      | El señor presidente                    | 1955         | Sydamerikanska serien |     |
| Rómulo Gallegos                                   | Den onda anden                                                                   | Caraima                                | 1955         | Sydamerikanska serien |     |
| José Eustasio Rivera                              | Försvunna i djungeln                                                             | La voragine                            | 1955         | Sydamerikanska serien |     |
| Alfredo Varela                                    | Den mörka floden                                                                 | El río oscuro                          | 1955         | Sydamerikanska serien |     |
| Olav Duun                                         | Medmänniskor                                                                     | Medmenneske                            | 1956         | Norska serien         |     |
| Alexander Kielland                                | Skeppar Worse                                                                    | Skipper Worse                          | 1956         | Norska serien         |     |
| Cora Sandel                                       | Kranes konditori: interiör med figurer                                           | Kranes konditori: interiør med figurer | 1956         | Norska serien         |     |
| Harald Herdal                                     | Snart dagas det, Bröder!                                                         | Barndom                                | 1957         | Danska serien         |     |
| Agnes Henningsen                                  | Lättsinnets gåva                                                                 | Letsindighedens gave                   | 1957         | Danska serien         |     |
| Johannes V. Jensen                                | Gudrun                                                                           | Gudrun                                 | 1957         | Danska serien         |     |
| Ole Juul                                          | De röda ängarna                                                                  | De røde enge                           | 1957         | Danska serien         |     |